# Sinai (Dacota do Sul)
Sinai é uma cidade  localizada no estado norte-americano de Dacota do Sul, no Condado de Brookings.

## Demografia
Segundo o censo norte-americano de 2000, a sua população era de 133 habitantes.
Em 2006, foi estimada uma população de 119, um decréscimo de 14 (-10.5%).

## Geografia
De acordo com o United States Census Bureau tem uma área de
0,9 km², dos quais 0,9 km² cobertos por terra e 0,0 km² cobertos por água. Sinai localiza-se a aproximadamente 543 m acima do nível do mar.

## Localidades na vizinhança
O diagrama seguinte representa as localidades num raio de 24 km ao redor de Sinai.